# 스타디오 파올로 마차
스타디오 파올로 마차(이탈리아어: Stadio Paolo Mazza)는 이탈리아 페라라시와 페라라도에서 가장 큰 축구 경기장이다.
페라라 성벽 내 서측에 위치해 있으며, 1차 세계대전 후 페라라 구도심 재개발과 함께 1928년 10월 20일에 완공됐고, 설계는 카를로 사보누치가 했다. 그 후 SPAL의 홈 경기장이 되었다.
본 경기장은 이탈리아에서 현용하는 구장 중 다섯번째로 오래된 경기장이다.